# Jean-Jacques Christinat
Jean-Jacques Christinat est un homme politique français né le 14 mars 1744 au Havre (Normandie) et décédé le 15 septembre 1820 à Limoges (Haute-Vienne).

## Biographie
Négociant au Havre, maire de la ville, il est député de la Seine-Inférieure de 1791 à 1792.

## Sources
- « Jean-Jacques Christinat », dans Adolphe Robert et Gaston Cougny, Dictionnaire des parlementaires français, Edgar Bourloton, 1889-1891 [détail de l’édition]